# Stročkovec kyjovitý
Stročkovec kyjovitý (Gomphus clavatus (Pers.) Gray 1821) je kriticky ohrožená jedlá stopkovýtrusná houba z čeledi stročkovcovitých (Gomphaceae) s kyjovitými plodnicemi fialového zbarvení. Vyskytuje se vzácně především v jehličnatých lesích vyšších poloh; na území České republiky tento druh v druhé polovině 20. století téměř vymizel v souvislosti se znečištěním životního prostředí. V předchozích dobách se v oblastech častějšího výskytu jednalo o velmi populární jedlou houbu, slující množstvím lidových jmen, jako např. fajfky, jelení kopýtka, korejtka aj.

## Synonyma
- Merulius clavatus Pers. 1796
- Cantharellus clavatus (Pers.) Fr.

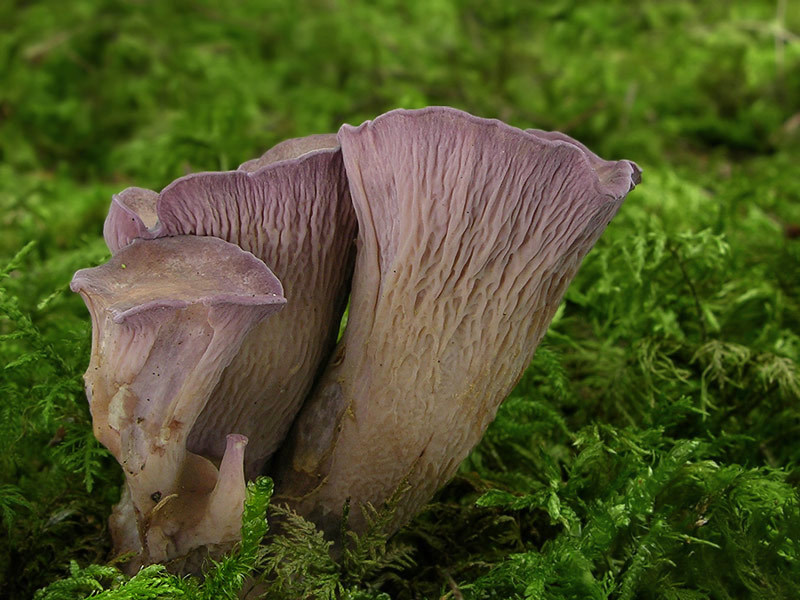
Stročkovec kyjovitý (Gomphus clavatus), mladé plodnice.

- Nevrophyllum clavatum (Pers.) Pat.[6]
- Liška kyjovitá, liška fialová [4]

## Popis

### Makroskopický

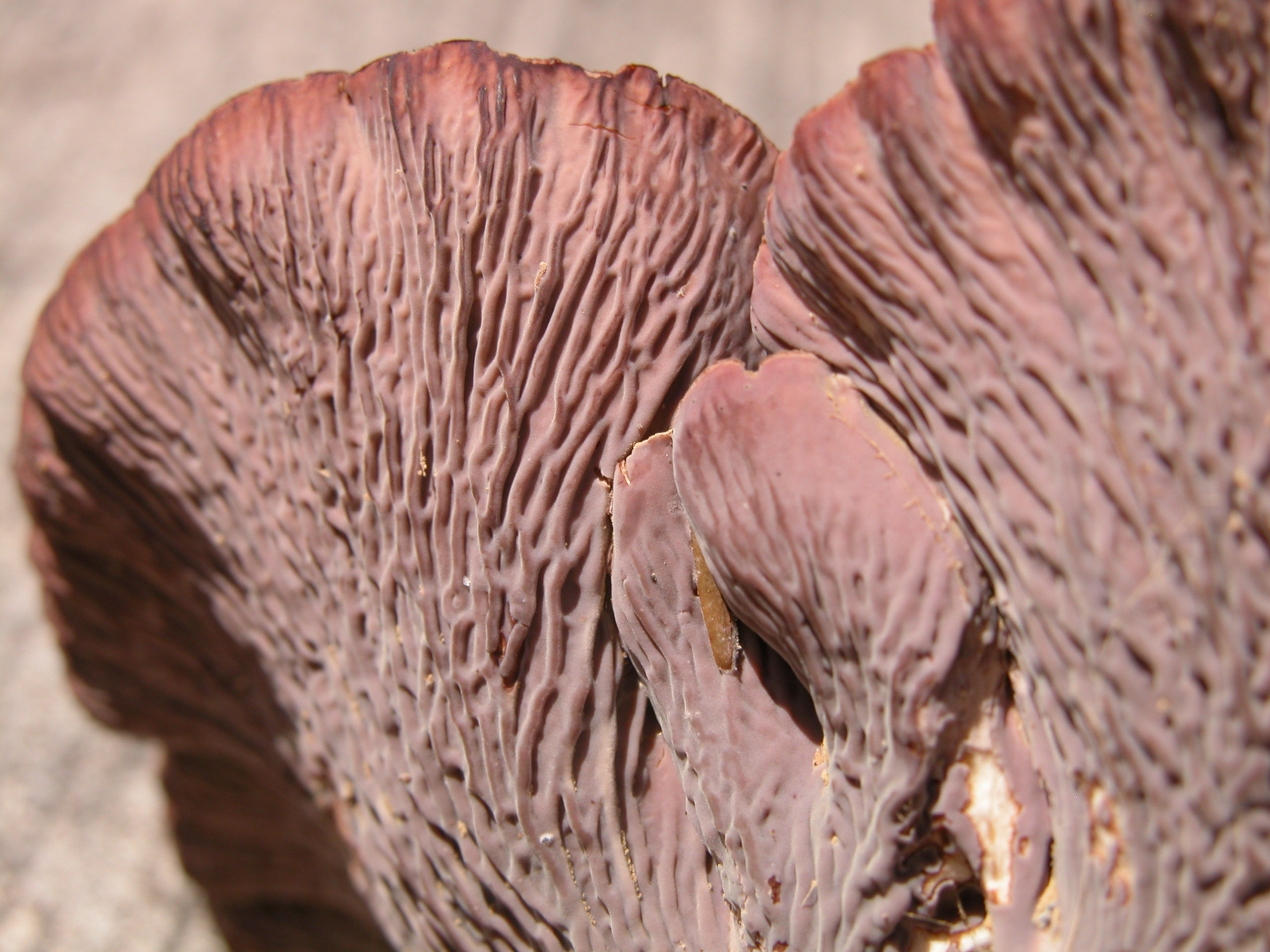
Detail lištnatého hymenoforu stročkovce kyjovitého

Plodnice je masitá, nepravidelně široce kyjovitého či nedutě kornoutovitého tvaru, v bázi je podstatně užší než v temeni. Výška plodnice kolísá přibližně mezi 8–15 centimetry, průměr ve vrchní části činí kolem 5–10 cm; více plodnic zhusta splývá v trsy a terasovité srostlice. Vnější povrch plodnice, jenž pokrývá hymenium, je velmi nápadně zvrásněn hustým, tlustě žilnatým, až i protáhle síťovitým hymenoforem (lištami). Temeno plodnice je mírně dovnitř vpadlé až nálevkovité, většinou nepravidelně okrouhlého tvaru, okraje temene jsou poměrně ostré, silně zprohýbané, lalokovitě roztřepené, občas přerušené zářezy dovnitř plodnice. Zbarvení plodnice je dosti nápadné, s převažujícími fialovými tóny: plodnice je v mládí z vnějšku, včetně lišt, jasně fialová, lila, postupně přechází do hnědofialové, růžovofialové až masově červené barvy. Temeno je někdy, zejména u mladých plodnic a při okrajích, podobné barvy jako vnější povrch, posléze bledne do nafialovělé, světle hnědavé nebo okrové barvy, odlišné od barvy vnějšího povrchu plodnice.
Dužnina je bílá, masitá, poměrně měkká, s příjemně houbovou vůní a chutí.

### Mikroskopický
Výtrusy mají elipsoidní tvar a rozměry asi 10–12 × 4-6 μm. Jejich barva je okrová a povrch bradavčitý. Výtrusný prach je světle rezavý.

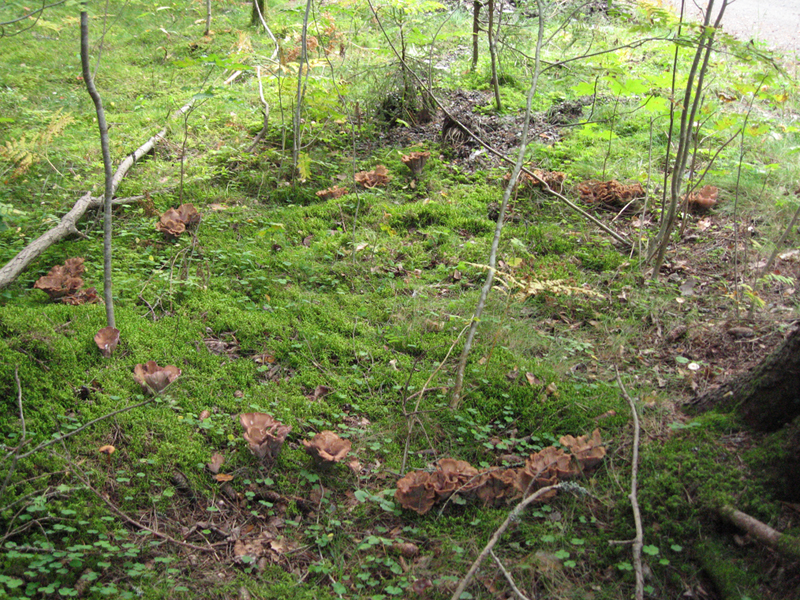
„Čarodějný kruh“ plodnic stročkovce kyjovitého v jehličnatém lese.

## Výskyt
Stročkovec kyjovitý se dnes vyskytuje velmi vzácně v jehličnatých a smíšených lesích především středních až horských poloh. Jde o mykorrhizní druh, vázaný na symbiózu s jedlemi, smrky či buky. Roste od července do října, zpravidla ve větších trsech a skupinách.
Tato houba, dříve dosti známá, v 2. polovině 20. století z české přírody značně rychle téměř zmizela, a to patrně důsledkem imisí a s nimi souvisejícho ústupu neznečištěných jedlobučin vyšších poloh. Na rozdíl od některých jiných takto v důsledku znečištění druhdy mizejících druhů, jakými jsou např. liška obecná či ryzec pravý, zůstává stročkovec kyjovitý velmi vzácným druhem i po výrazném zlepšení stavu životního prostředí v České republice na koneci 20. století.  Druh je zařazen do Červeného seznamu hub (makromycetů) České republiky, vydaného roku 2006, jako kriticky ohrožený druh. Jako kriticky ohrožený druh je rovněž zařazen v seznamu hub, doporučených k zákonné ochraně v rámci vyhlášky o zvláště chráněných druzích organismů.

### Rozšíření
V České republice je stročkovec kyjovitý z recentní doby znám toliko z několika lokalit ve vyšších polohách například na Šumavě a v Šumavském podhůří, Novohradských horách, na Křivoklátsku nebo Českomoravské vrchovině. 
Stročkovec kyjovitý je znám také z dalších zemí mírného pásu Evropy, Asie i Severní Ameriky. Ve většině evropských zemí jde o obecně vzácný druh, považovaný za ohrožený; poněkud hojnější je v Alpách. Na Slovensku, ve Slovinsku a v dalších zemích jde o zákonem chráněnou houbu.

## Použití

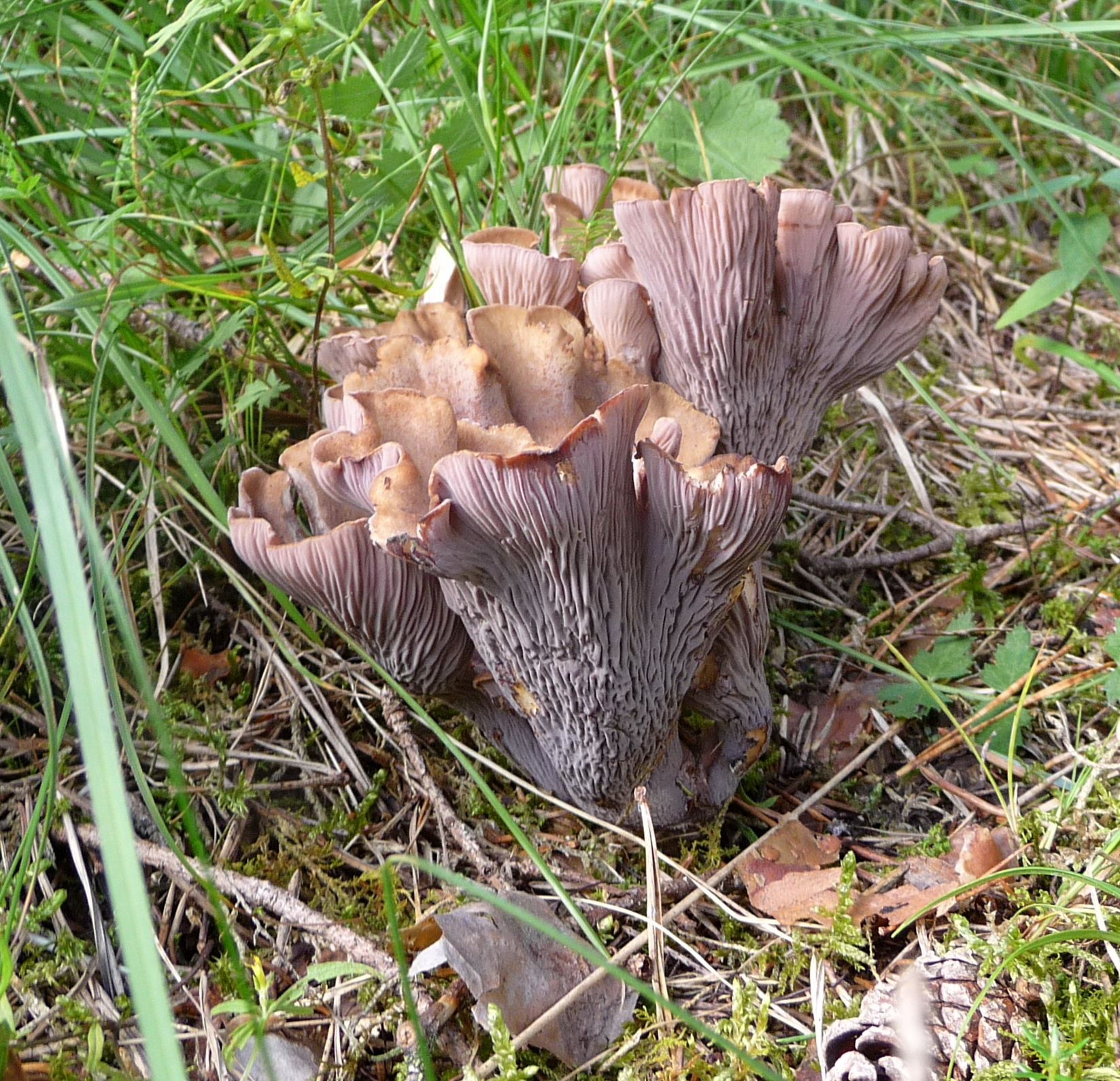
Dospělá plodnice stročkovce kyjovitého.

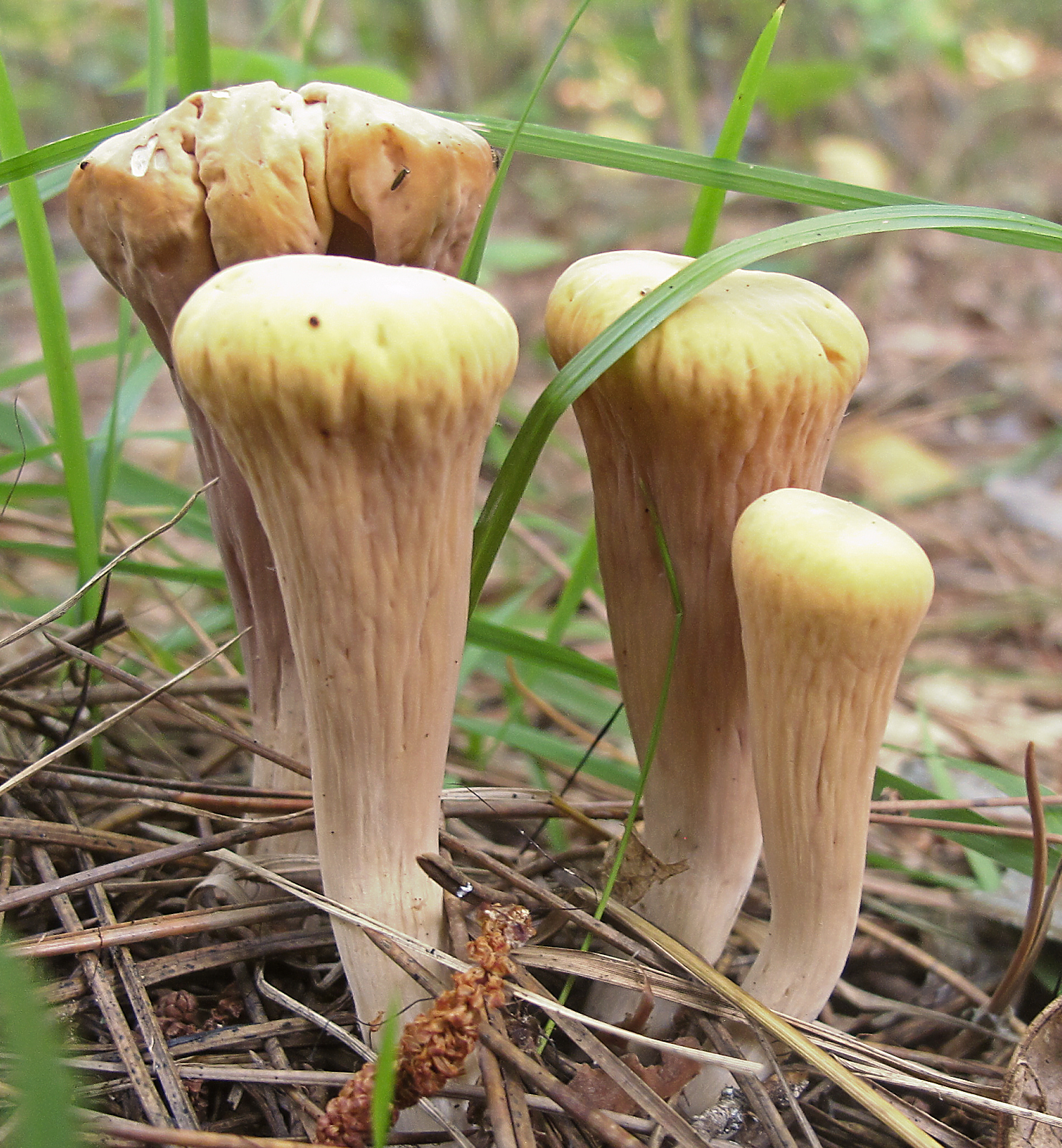
Poněkud podobný a rovněž velmi vzácný druh, kyj uťatý.

Stročkovec kyjovitý je výborná jedlá houba. V dobách, kdy býval hojnější (tj. do 2. poloviny 20. století), platil v krajích, kde se vyskytoval, za široce sbíranou a velmi vyhledávanou houbu; byl znám pod místními lidovými názvy, například fajfky, jelení kopýtka, korejtka (ve východních Čechách), vojáčci, ouška a jiné. Ještě podle seznamu tržních hub v Československu z roku 1964  se jednalo o houbu určenou k prodeji na trzích, kde také byl, zejména však ve starších dobách, často prodáván.
Vzhledem k ohrožení a zvláště řídkému výskytu tohoto druhu je v současnosti v České republice doporučováno nesbírat jej.

## Podobné druhy
Díky nápadnému a specifickému tvaru a zbarvení jde o velmi snadno rozpoznatelnou houbu, nepodobnou jiným druhům.
- Určité rysy podobnosti však může vykazovat[3][15] kyj uťatý (Clavariadelphus truncatus). Jeho plodnice jsou též obráceně kuželovité, avšak zpravidla užší, se žlutým zbarvením, plochým temenem a povrchem jen zvrásněným, nikoli výrazně žilnatým. Kyj uťatý je též velmi vzácná houba horských jehličnatých lesů s vápencovým podložím.[3] Jde také o jedlou, avšak jen výjimečně nalézanou houbu.